# Claudia Zaczkiewicz
Claudia Reidick, auch bekannt als Claudia Zaczkiewicz, (* 4. Juli 1962 in Oberhausen) ist eine ehemalige deutsche Leichtathletin und Olympiamedaillengewinnerin, die – für die Bundesrepublik startend – im 100-Meter-Hürdenlauf erfolgreich war.

## Leben
Sie erreichte erstmals bei den Deutschen Meisterschaften 1983 das Finale. 1986 wurde sie Deutsche Vizemeisterin und nahm an den Europameisterschaften in Stuttgart teil, wo sie im Vorlauf ausschied. Im Jahr darauf wurde sie zum ersten Mal Deutsche Meisterin und belegte bei den Weltmeisterschaften in Rom in 12,98 s Platz sieben.
Bei den Deutschen Meisterschaften 1988 konnte sie ihren Titel verteidigen und qualifizierte sich für die XXIV. Olympischen Spiele in Seoul. Dort gewann sie die Bronzemedaille hinter der Bulgarin Jordanka Donkowa und Gloria Siebert aus der DDR. 1987 und 1988 verbesserte sie insgesamt dreimal den bundesdeutschen Rekord bis zu ihrer persönlichen Bestleistung von 12,75 s in Seoul.
1989 wurde Zaczkiewicz zum dritten Mal in Folge Deutsche Meisterin und startete für die Europa-Mannschaft beim Weltcup in Barcelona. Im Jahr darauf wurde sie Deutsche Vizemeisterin und nahm an den Europameisterschaften in Split teil, wo sie nicht über den Vorlauf hinauskam. 1991 wurde sie Deutsche Hallenmeisterin über 60 Meter.
Sie nahm an den Europacups 1987 und 1989, den Halleneuropameisterschaften 1987 und 1988 sowie den Hallenweltmeisterschaften 1991 teil. Sie wurde außerdem sechsmal Deutsche Hochschulmeisterin und nahm an zwei Universiaden teil, 1989 konnte sie zwei Bronzemedaillen gewinnen, über 100 Meter Hürden und mit der 4-mal-100-Meter-Staffel. Nach dem Saisonende 1992 trat sie zurück.
Claudia Reidick startete für den KSV Hessen Kassel, von 1982 bis 1989 für die MTG Mannheim, wo sie bei Rüdiger Harksen trainierte, und die TSG 1862 Weinheim. In ihrer aktiven Zeit war sie 1,69 m groß und 58 kg schwer. Sie studierte Sonderpädagogik und hieß nach ihrer Eheschließung Claudia Zaczkiewicz. Wegen Verwechslungen nahmen sie und ihre Familie 1996 ihren Geburtsnamen Reidick an. Sie war Mitarbeiterin in der Arztpraxis ihres Mannes und wurde später Sportlehrerin am Leininger-Gymnasium in Grünstadt.
Zur Saison 2013/14 übernahm sie im Nachwuchsleistungszentrum des 1. FC Kaiserslautern den Bereich der mentalen sportpsychologischen Begleitung der Nachwuchsmannschaften.